# Emerentiana Hausbacher
Emerentiana Hausbacher, più nota come Emma Hellenstainer, o semplicemente Frau Emma, (Sankt Johann in Tirol, 23 aprile 1817 – Merano, 9 marzo 1904), fu un'albergatrice, pioniera del turismo alpino di fine Ottocento.

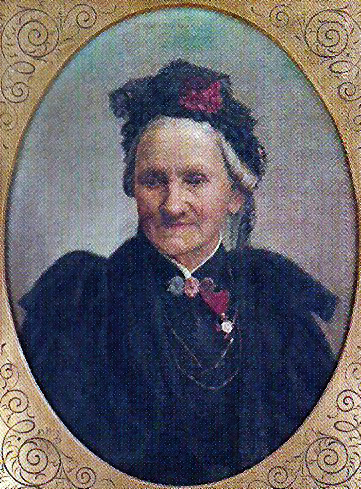
Emma Hellenstainer (Ferdinand Behrens (1895))

Fu la prima donna a iscriversi al club alpino austriaco, l'Oesterreichischer Alpenverein.
Fu una personalità tanto famosa che (così vuole la leggenda) bastava scrivere sulla busta "Frau Emma in Europa" perché qualsiasi missiva arrivasse a destinazione. 
Merito di tanta celebrità pare fosse dovuto all'ottima e nutriente cucina tirolese curata da lei stessa. Per salvare le sorti economiche del marito, Joseph Hellenstainer, che gestiva un servizio di carrozze, ormai sorpassato dalla ferrovia, inventò le prime gite organizzate.